# Чурилин, Алексей Павлович
Алексей Павлович Чурилин  (26 декабря 1916 — 23 августа 1982) — советский лётчик-истребитель, Герой Советского Союза (1944), полковник.

## Биография
Родился 26 декабря 1916 года на хуторе Ширявсков, ныне Таскалинский район, Западно-Казахстанская область, Казахстан, в семье крестьянина. Окончил сельскохозяйственный техникум. Работал инкассатором в областном банке города Уральска. С 5 апреля 1940 года в рядах Красной Армии, призван Уральским ГВК. В 1941 году окончил Сталинградскую военную авиационную школу пилотов.
С 15 декабря 1942 года сержант Чурилин в действующей армии. Сражался на Закавказском, Северо-Кавказском, Южном, 1-м, 4-м и 3-м Украинских фронтах.
Командир эскадрильи 611-го истребительного авиационного полка (288-я истребительная авиационная дивизия, 17-я воздушная армия, 3-й Украинский фронт) майор Чурилин совершил более 300 боевых вылетов, в 100 воздушных боях сбил 26 самолётов противника (все победы одержал лично). Сам сбит не был, но был дважды ранен. В составе группы уничтожил на земле 21 самолёт. Штурмовыми действиями нанёс врагу большой урон в живой силе и технике. Воевал на И-153, на ЛаГГ-3, на Як-1, а с конца февраля 1945 года — на Як-3.
За образцовое выполнение боевых заданий командования, мужество, отвагу и геройство, проявленные в борьбе с немецко-фашистскими захватчиками, Указом Президиума Верховного Совета СССР от 18 августа 1945 года удостоен звания Героя Советского Союза с вручением ордена Ленина и медали «Золотая Звезда».
После войны полковник Чурилин служил в ВВС до 1972 года. Летал на сверхзвуковых машинах. После демобилизации жил и работал в Новороссийске.
Умер 23 августа 1982 года.

## Награды
- Медаль «Золотая Звезда» Героя Советского Союза (18.08.1945);
- орден Ленина (18.08.1945);
- два ордена Красного Знамени (05.05.1943, 12.01.1945);
- орден Александра Невского (05.08.1944);
- орден Отечественной войны 2-й степени (25.08.1943);
- четыре ордена Красной Звезды (в том числе 14.02.1943, 26.10.1955, 22.02.1968);
- медали, в том числе:
  - «За боевые заслуги» (19.11.1951)
  - «За воинскую доблесть. В ознаменование 100-летия со дня рождения Владимира Ильича Ленина»;
  - «За оборону Кавказа» (1944);
  - «За победу над Германией в Великой Отечественной войне 1941—1945 гг.»;
  - «Двадцать лет Победы в Великой Отечественной войне 1941—1945 гг.»;
  - «Тридцать лет Победы в Великой Отечественной войне 1941—1945 гг.»;
  - «За взятие Будапешта»;
  - «За взятие Вены»;
  - «За освобождение Белграда»;
  - «Ветеран Вооружённых Сил СССР»;
  - «30 лет Советской Армии и Флота»;
  - «40 лет Вооружённых Сил СССР»;
  - «50 лет Вооружённых Сил СССР»;
  - «60 лет Вооружённых Сил СССР»;
  - «За безупречную службу 1-й степени».

## Память
- На доме в Новороссийске, где он жил, установлена мемориальная доска.
- Мемориальная доска установлена на стене профлицея № 4 города Кирова (Кировский район, Калужская область), в честь присвоения ему имени А. П. Чурилина.
- В посёлке Таскала Западно-Казахстанской области в честь Чурилина А. П. названа улица.